# Pyroxferroit
Pyroxferroit ist ein selten vorkommendes Mineral aus der Mineralklasse der „Silikate und Germanate“ mit der idealisierten chemischen Zusammensetzung Fe2+SiO3 und ist damit chemisch gesehen ein Eisen-Silikat. Strukturell gehört Pyroxferroit zu den Kettensilikaten.
Pyroxferroit kristallisiert im triklinen Kristallsystem, entwickelt aber nur schwach ausgebildete Kristalle und millimetergroße einzelne Körner mit glasähnlichem Glanz auf den Oberflächen.
Mit Pyroxmangit bildet Pyroxferroit eine lückenlose Mischkristallreihe. Daher wird für den eisenreichen Pyroxferroit in verschiedenen Quellen auch die Mischformel (Fe2+,Mn)7[Si7O21] angegeben. Die in den runden Klammern angegebenen Elemente Eisen und Mangan können sich in der Formel jeweils gegenseitig vertreten (Substitution, Diadochie), stehen jedoch immer im selben Mengenverhältnis zu den anderen Bestandteilen des Minerals.
In reiner Form ist Pyroxferroit farblos und durchsichtig. Durch Fremdbeimengungen bzw. Mischkristallbildung mit Pyroxmangit kann er aber auch eine hell- bis dunkelgelbe, hellorange bis orangerosa oder hellbraune bis grauschwarze Farbe annehmen, wobei die Transparenz entsprechend abnimmt.

## Etymologie und Geschichte
Als natürliche Mineralbildung wurde Pyroxferroit erstmals in Proben des Mondgesteins vom Mare Tranquillitatis entdeckt, das die Apollo-11-Mission 1969 vom Mond mitbrachte. Analysiert und beschrieben wurde das Gestein sowie das darin neu entdeckte Mineral durch ein Forscherteam, bestehend aus Edward Ching-Te Chao, Jean A. Minkin, Clifford Frondel, Cornelius Klein Jr., John C. Drake, Louis Fuchs, Benjamin Tani, Joseph V. Smith, Alfred T. Anderson, Paul B. Moore, G. R. Zechman Jr., Robert James Traill, A. G. Plant, J. A. V. Douglas und Michael R. Dence. Sie benannten es einerseits in Anlehnung an die der Pyroxengruppe ähnliche Kristallstruktur und des in der Verbindung enthaltenen Eisens (lateinisch ferrum, Präfix Ferro) sowie andererseits aufgrund der Verwandtschaft mit Pyroxmangit.
Als synthetisches Produkt in Schlacken, die bei der Verhüttung von Eisen entstehen, war die Verbindung allerdings schon lange bekannt und wurde als Eisenrhodonit bezeichnet.
Typmaterial des Minerals wird im Lunar Science Institute in Houston (Texas) aufbewahrt.

## Klassifikation
In der veralteten 8. Auflage der Mineralsystematik nach Strunz ist der Pyroxferroit noch nicht verzeichnet. Einzig im Lapis-Mineralienverzeichnis nach Stefan Weiß, das sich aus Rücksicht auf private Sammler und institutionelle Sammlungen noch nach dieser alten Form der Systematik von Karl Hugo Strunz richtet, erhielt das Mineral die System- und Mineral-Nr. VIII/F.31-10. In der „Lapis-Systematik“ entspricht dies der Klasse der „Silikate und Germanate“ und dort der Abteilung „Ketten- und Bandsilikate“, wo Pyroxferroit zusammen mit Plumalsit und Pyroxmangit die Gruppe „Siebenerketten [Si7O21]14−“ (VIII/F.31) bildet (Stand 2018).
Die seit 2001 gültige und von der International Mineralogical Association (IMA) verwendete 9. Auflage der Strunz’schen Mineralsystematik ordnet den Pyroxferroit ebenfalls in die Abteilung der „Ketten- und Bandsilikate“ ein. Diese ist allerdings weiter unterteilt nach der Struktur der Ketten, so dass das Mineral entsprechend seinem Aufbau in der Unterabteilung „Ketten- und Bandsilikate mit 7-, 8-, 10-, 12- und 14-periodischen Ketten“ zu finden ist, wo es zusammen mit Pyroxmangit die „Pyroxmangitgruppe“ mit der System-Nr. 9.DO.05 bildet.
Auch die vorwiegend im englischen Sprachraum gebräuchliche Systematik der Minerale nach Dana ordnet den Pyroxferroit in die Klasse der „Silikate und Germanate“ und dort in die Abteilung der „Kettensilikatminerale“ ein. Hier ist er ebenfalls in der „Pyroxmangitgruppe“ mit der System-Nr. 65.06.01 innerhalb der Unterabteilung „Kettensilikate: Einfache unverzweigte Ketten, W=1 mit Ketten P=7“ zu finden.

## Chemismus
Die idealisierte Zusammensetzung von Pyroxferroit wird zwar mit Fe2+SiO3 angegeben, aufgrund der Mischkristallbildung mit Pyroxmangit enthält Pyroxferroit immer einen geringen Anteil Mangan. Des Weiteren können Calcium und Magnesium als Vertreter des Eisens sowie Aluminium als Vertreter des Siliciums enthalten sein.
Die empirische Formel für Pyroxferroit wird in der Originalbeschreibung von 1970 zunächst mit (Fe0,84Ca0,13Mg0,02Mn0,02)(Si0,99Al0,01)O3 angegeben und ein Jahr später durch Charles W. Burnham zu (Fe0,83Ca0,13Mg0,02Mn0,02)SiO3 korrigiert.

## Kristallstruktur

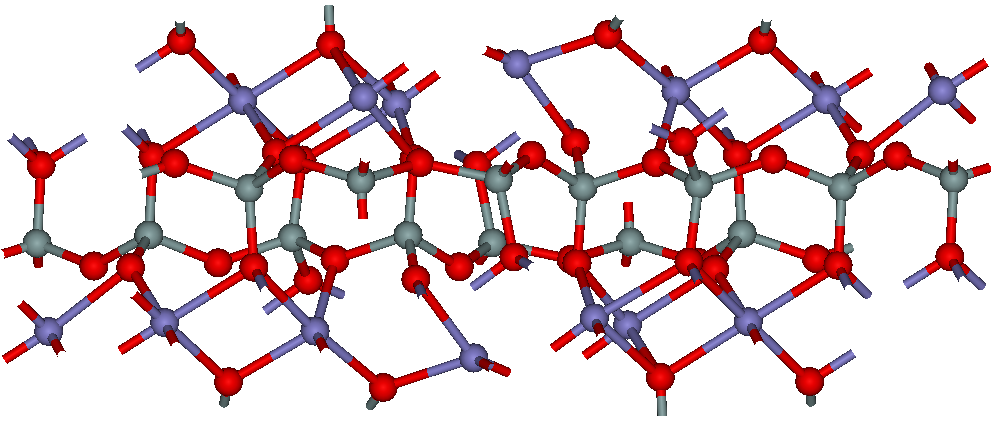
Kristallstruktur von Pyroxferroit
Blau= Fe, Grau= Si, Rot= O

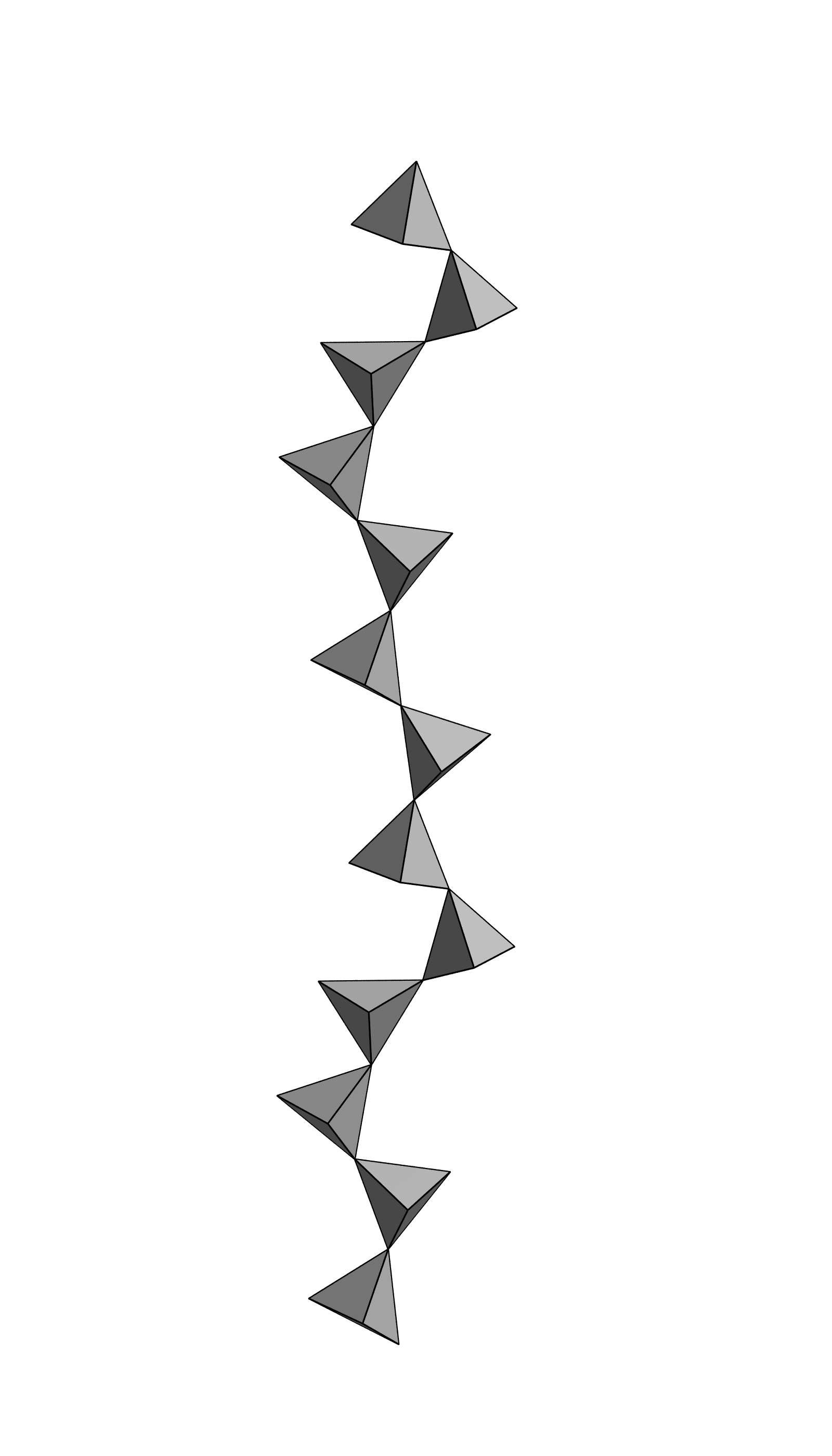
Unverzweigte siebener Einfachketten des Pyroxferroit

Pyroxferroit kristallisiert triklin in der Raumgruppe P1 (Raumgruppen-Nr. 2) mit den Gitterparametern a = 6,63 Å; b = 7,56 Å; c = 17,38 Å; α = 114,3°; β = 82,7° und γ = 94,6° sowie zwei Formeleinheiten pro Elementarzelle.
Die Kristallstruktur besteht parallel der c-Achse aus unverzweigten Siebener-Einfachketten, das heißt, der Aufbau der Kette aus eckenverknüpften [SiO4]-Tetraedern wiederholt sich nach sieben Gliedern. Die Koordination der Eisen- bzw. Mangan-Kationen ist ähnlich wie beim Rhodonit.

## Eigenschaften
Pyroxferroit ist unlöslich in Säuren. Es lässt sich leicht zu einer magnetischen Perle schmelzen.

## Modifikationen und Varietäten
Die Verbindung Fe2+SiO3 ist polymorph und tritt in der Natur neben dem triklin kristallisierenden Pyroxferroit noch als Ferrosilit in orthorhombischer und als Klinoferrosilit in monoklinener Symmetrie auf.

## Bildung und Fundorte
Pyroxferroit bildet sich in Form einzelner Körner in Mikrogabbros oder Diabas. Als Begleitminerale treten unter anderem verschiedene Klinopyroxe aus der Pyroxengruppe und Plagioklase aus der Feldspatgruppe sowie Cristobalit, Tridymit, Fayalit, Fluorapatit und Ilmenit auf.
Neben seiner Typlokalität, dem Mondgestein vom Mare Tranquillitatis, fand man Pyroxferroit noch auf der Erde in einigen Mond-Meteoriten, aber auch in Mars-Meteoriten. Bekannte Meteoritenfunde sind bisher (Stand 2017) die in der Antarktis entdeckten Mars-Meteorite QUE 94201 (Viktorialand) und EETA 79001 (Elephant Moraine) sowie je ein Mond- (Dhofar 287) und ein Marsmeteorit (Dhofar 378) in Dhofar in Oman.
Der bisher einzige bekannte Fundort in Deutschland ist der Steinbruch Caspar am Ettringer Bellerberg in der rheinland-pfälzischen Eifel.
Weitere bisher bekannte Fundorte sind das Bergwerk Canningtonim McKinlay Township im australischen McKinlay Shire (Queensland), einige kleinere Fundpunkte bei Kiviniemi in der Gemeinde Rautalampi sowie bei Simpsiö nahe Lapua und Vittinki nahe Seinäjoki in Finnland, die Bergwerke Isanago bei Kyōtango und Ohnari bei Mineyama-chō (seit 2004 eingemeindet nach Kyōtango) in der japanischen Präfektur Kyōto, eine Mangan-Eisen-Lagerstätte bei Răzoare im rumänischen Kreis Maramureș, der Väster Silvberg bei Smedjebacken in der schwedischen Provinz Dalarnas län sowie die „Franklin Mine“ bei Franklin (New Jersey) und der Ort Iva im Anderson County (South Carolina) in den USA.